# Torre de televisión de Yeda
La Torre de televisión de Yeda (en árabe: برج تلفزيون جدة) es una torre de radiodifusión localizada en la ciudad de Yeda, en Arabia Saudita que alcanza unos 250 metros (820 pies) de alto con una plataforma de observación. La torre fue terminada en 2006. Es la torre de telecomunicaciones más alta en territorio Saudí, el eje de la torre y su forma se fundamentan en el estilo arquitectónico islámico que recuerda a una palmera.